# Acanthochitona exquisita
Acanthochitona exquisita is een keverslakkensoort uit de familie van de Acanthochitonidae. De wetenschappelijke naam van de soort werd in 1893 voor het eerst geldig gepubliceerd door Henry Augustus Pilsbry.